# Aulacodes pulchralis
Espèce
Aulacodes pulchralis est une espèce de lépidoptères (papillons) de la famille des Crambidae. Elle a été décrite par Walter Rothschild en 1915. On la trouve en Nouvelle-Guinée.